# キルギス国家保安庁
キルギス国家保安庁(キルギス語: Улуттук коопсуздук боюнча мамлекеттик комитети)とは、キルギス共和国の諜報機関、秘密警察。キルギスにおける旧ソ連国家保安委員会 (KGB) の後継機関。諜報、防諜、犯罪捜査を担当する。総員約1千人。

## 歴史
キルギス独立後、キルギス・ソビエト社会主義共和国KGBは、国家保安省に改編された。
2001年1月、国家保安省は国家保安庁に改編され、内閣所属から大統領直属の機関となった。
2007年2月、国家保安委員会に改称されたが、2009年11月、再び国家保安庁に戻された。

## 機構
各州には局（課）が、市・地区には課（班）が置かれている。また、軍事組織には、軍事防諜機関が設置されている。

## 特殊部隊
フェリックス・クロフにより、対テロ・センター「カルカン」（盾）が創設されたが、クロフの退任後、同センターは解散された。これにより、キルギスには対テロ訓練を受けた者が数人しか残らない事態が生じた。このため、「カルカン」は、戦闘作戦支隊として再建された。
その外、国家保安庁には、対テロ部隊「アルファ」も存在する。

## 歴代国家保安庁長官
- 国家保安相フェリックス・クロフ（1997年4月 - 1998年4月） - 内務省出身
- 国家保安相ミシル・アシルクロフ（1998年 - 1999年） - 文民出身
- 国家保安相タシテミル・アイトバエフ（1999年 - 2000年） - KGB出身
- 国家保安庁長官ボロト・ジャヌジャコフ（2001年1月 - 2002年1月） - 内務省出身
- 国家保安庁長官カルィク・イマンクロフ（2002年1月 - 2005年3月） - KGB出身
- 国家保安庁長官代行タシテミル・アイトバエフ（2005年3月 - 2006年5月）
- 国家保安庁長官ムラート・スタリノフ（2006年10月 - 2007年2月） - 内務省出身
- 国家保安委員会議長ムラート・スタリノフ（2007年2月 - 2009年11月）
- 国家保安庁長官ムラート・スタリノフ（2009年11月 - 2010年4月）
- 国家保安庁長官代行ケネシュベク・ドゥシェバエフ（2010年4月 -） - 内務省出身